# Ramon Balcells i Masó
Ramon Balcells i Masó (Barcelona, 28 de juliol de 1882 - Gavet de la Conca, Pallars Jussà, 4 de març de 1937) fou un prevere i educador, fundador d'escoles i del Patronat Social Escolar d'Obreres del Poblet, per a l'educació de noies obreres del barri de la Sagrada Família. Mort durant la Guerra Civil, ha estat proclamat venerable per l'arquebisbat de Barcelona i se n'ha iniciat el procés de beatificació.

## Biografia
Ramon Balcells va néixer en 1882 al carrer de Roger de Llúria, n. 19, vuitè dels déu fills de Miquel Balcells i Llamosí i Dolors Masó i Bori
Estudià al col·legi de Sant Ignasi de Sarrià entre 1892 i 1899, i després a l'internat dels jesuïtes al Seminari de Barcelona, on cursà la carrera eclesiàstica fins al 1905. En 1902 va començar a ser un dels catequistes de la secció de nenes de la Cripta de la Sagrada Família. Llavors hi va descobrir la realitat del Poblet, la barriada d'immigrants que hi havia al voltant de la Sagrada Família: va veure que les noies abandonaven la pràctica religiosa després de la Primera Comunió, igual que els estudis, per anar a treballar.
En 1905, va ser ordenat prevere a l'oratori de Sant Felip Neri. Es va fer conegut pels seus sermons, i fou capellà dels col·legis de Loreto de Barcelona (1905-1908) i de Sarrià (1909-1917). Dedicat a l'apostolat femení del Poblet, va fundar l'escola dominical per a les noies del barri a una vella nau industrial al carrer València, n. 371-379, i va tenir gran èxit. En 1906 hi inaugura l'Escola Nocturna i el maig de 1907 l'Escola Diürna. Les tres eren gratuïtes i a càrrec de professors seglars. El 1909, se'n van fer càrrec les religioses Filles de la Caritat de Sant Vicenç de Paül. En 1909 va comprar uns terrenys i hi aixecà la nova escola, el Patronat Social Escolar d'Obreres del Poblet, inaugurat parcialment el 30 de juliol de 1910 i acabat el 13 de juliol de 1919.
Confessor a diferents llocs i professor de religió, va estudiar per lliure la carrera de Magisteri a l'Escola Normal de Barcelona, que va acabar el 1913. Com a sacerdot, participava en els oficis de la Cripta de la Sagrada Família. En 1920 fou nomenat consiliari de les branques femenines d'Acció Catòlica i poc després, consiliari de l'Institut de la Dona que Treballa, formada a partir de l'antiga Germandat de Socors Mutus de Santa Madrona, amb més de sis mil sòcies. En 1921, Balcells va fundar la Caixa Social del Patronat Social Escolar d'Obreres del Poblet, entitat destinada a fomentar l'estalvi entre les noies, preservar-lo i remunerar-lo. Poc després va obrir la caixa al públic, amb funció de banc diocesà amb control eclesiàstic, amb el nom de Caixa d'Estalvis de la Sagrada Família.
Va ésser proposat com a bisbe, però la seva candidatura no va prosperar. El 1925 el Patronat del Poblet va adquirir l'edifici del carrer Sicília, n. 249-251, ja que no podia encabir les nombroses alumnes que tenia. Des del 1926, Balcells va ser consiliari de la Junta Diocesana d'Acció Catòlica Femenina, entre altres càrrecs i en 1933 va presidir a Montserrat la primera assemblea de la Joventut Catòlica Femenina.
En començar la Guerra Civil espanyola, estava preocupat per salvaguardar els estalvis de les noies i famílies dipositats a la Caixa d'Estalvis de la Sagrada Família, que en ésser una entitat pseudo eclesiàstica corria perill per la persecució anticlerical. Va poder dipositar-los en custòdia a la Caixa. En col·laboració amb Francesc Xavier Cunill, laic col·laborador seu, negociava amb els caps anarquistes el rescat dels sacerdots detinguts i d'altres persones que havien estat empresonades. Veient el creixent perill, va decidir de marxar a França i amb Xavier Cunill van negociar-ne la marxa amb un grup d'anarquistes.
El 3 de març de 1937, foren portats en cotxe fins a un bosc proper a Sant Salvador de Toló (avui a Gavet de la Conca, Pallars Jussà), on van arribar el matí del 4: d'allí havien de passar cap a Andorra. Foren traïts i assassinats, i enterrats allà mateix.

## Veneració
En acabar la guerra, les despulles de Balcells foren traslladades al cementiri del Poble Nou en 1943, i en 2012 al claustre de Santa Anna de Barcelona, on havia estat rector.
El gener del 2012 es tancà la investigació per iniciar-ne el procés de beatificació i la documentació fou enviada a Roma. Proclamat venerable, el procés continua el seu curs. És un dels anomenats Dotze Màrtirs de la Sagrada Família durant la Guerra Civil.

## Obres
Una institució femenina obrera. Barcelona: 1908.
El Patronato Social-escolar de Obreras Cristianas. Barcelona: Tipografia Catòlica, 1911.
Impressions d'un visitant del Patronat Social-escolar d'Obreres de Poblet. Barcelona: Atenas, s.d.